# Rupture du frein
La rupture du frein est une douleur suivie de saignement au niveau du frein du pénis. Cet accident peut survenir chez les jeunes hommes lors des premiers rapports sexuels. Le frein peut aussi céder lors d'une érection rigide qui tire sur le prépuce, sous l'effet du décalottage.  